# 8 augusti
8 augusti är den 220:e dagen på året i den gregorianska kalendern (221:a under skottår). Det är 145 dagar kvar av året.

## Återkommande bemärkelsedagar

### Flaggdagar
- Sverige: Drottningens namnsdag[1]

## Namnsdagar

### I den svenska almanackan
- Nuvarande – Silvia och Sylvia
- Föregående i bokstavsordning
  - Cyriakus – Namnet fanns, till minne av Cyriacus av Rom en diakon i Rom, som blev martyr år 303, på dagens datum före 1901, då det utgick.
  - Silja – Namnet infördes på dagens datum 1986, men utgick 1993.
  - Silvia – Namnet infördes på dagens datum 1986 och har funnits där sedan dess.
  - Sylvia – Namnet infördes på dagens datum 1901 och har funnits där sedan dess.
- Föregående i kronologisk ordning
  - Före 1901 – Cyriakus
  - 1901–1985 – Sylvia
  - 1986–1992 – Sylvia, Silja och Silvia
  - 1993–2000 – Silvia och Sylvia
  - Från 2001 – Silvia och Sylvia
- Källor
  - Brylla, Eva (red.): Namnlängdsboken, Norstedts ordbok, Stockholm, 2000. ISBN 91-7227-204-X
  - af Klintberg, Bengt: Namnen i almanackan, Norstedts ordbok, Stockholm, 2001. ISBN 91-7227-292-9

### Finlandssvenska almanackan
- Nuvarande från 1929[2] – Sylvia
- I föregående revideringar[a][3]
  - inga ändringar sedan 1929

## Händelser
- 1627 – Andra dagen av slaget vid Dirschau, mellan svenska trupper ledda av kung Gustav II Adolf och polska, under ledning av adelsmannen general Stanisław Koniecpolski, slutar oavgjort. Skärmytslingar har inletts redan den 5 augusti, när de svenska och polska styrkorna har mötts vid Dirschau och den 7 augusti har det stora slaget inletts. Under denna dag har den svenska taktiken slagit tillbaka polackerna som drar sig tillbaka. Under natten upphör striderna, men återupptas under den 8 augusti. Även under denna dag ser det länge ut som att svenskarna ska segra, men när Gustav II Adolf träffas av en muskötkula ”tvenne fingerbredder från halspulsådern” och inte längre kan fortsätta ledningen, går luften ur den svenska offensiven och de svenska trupperna, som har varit otroligt nära en storslagen seger, drar sig ur striden, som därmed slutar oavgjort. En erfarenhet som den svenska krigsledningen drar av detta är att man behöver fler generaler, som kan leda strider och få det delegerat till sig, så att man inte är beroende av kungen för en strids utgång. Kungen överlever slaget, men läkarna lyckas inte få ut kulan, som fastnar i hans ena nyckelben och detta gör att han inte längre kan bära harnesk av metall, eftersom det skaver mot kulan. Istället börjar kungen bära kyller av älghud, vilket inte skyddar lika väl, vilket visar sig ödesdigert fem år senare i slaget vid Lützen. De kläder som kungen bär i slaget vid Dirschau ställs på hans order ut till allmän beskådan i Stockholm, vilket blir grunden till Sveriges första museum Livrustkammaren. Det pågående polska kriget varar i ytterligare två år, till 1629.
- 1700 – Sverige och Danmark sluter freden i Traventhal, vilket tvingar Danmark att dra sig ur stora nordiska kriget efter bara ett halvår. Under våren har Ryssland, Danmark och Sachsen-Polen anfallit Sverige i allians, men efter bara några månader har de svenska trupperna under kung Karl XII:s ledning besegrat danskarna. Danmark hade inlett kriget genom att anfalla Sveriges allierade Holstein-Gottorp, som danskarna nu får återlämna till dess hertig. Enligt freden ska Danmark respektera Holstein-Gottorps självständighet och ska inte längre understödja Sveriges fiender. Alltså måste Danmark lämna den antisvenska alliansen. Danskarna går dock åter in i kriget som Sveriges fiende efter det svenska nederlaget i slaget vid Poltava 1709.
- 1945 – Sovjetunionen förklarar krig mot Japan och inleder strider mot japanerna i Manchuriet och Korea. Sedan Tyskland har blivit besegrat tre månader tidigare kan Sovjet nu frigöra trupper och materiel från östfronten, som ryssarna nu kan sända till Stilla havet. Den 6 augusti har USA släppt den första atombomben över Japan (över Hiroshima) och den 9 augusti släpps den andra (över Nagasaki). Detta i kombination med att också ha fått det mäktiga Sovjet som fiende göra att japanerna den 14 augusti går med på villkorslös kapitulation, vilket sker den 2 september.
- 1963 – Ett gäng på 15 yrkeskriminella män, lett av Bruce Reynolds, stoppar och rånar ett tåg vid bron Bridego Railway Bridge i Ledburn nära Mentmore i det engelska grevskapet Buckinghamshire. De har lyckats ändra signalen på banan så att tåget tvingas stanna klockan halv tre på morgonen. Då tar de sig ombord och lyckas komma över 2,6 miljoner pund, för att sedan fly från platsen. De flesta grips så småningom, men ledaren lyckas fly till Brasilien, där han lever fram till 2001, då han återvänder till Storbritannien på grund av sviktande hälsa och då grips omedelbart. Händelsen går till historien som det stora tågrånet.
- 1967 – Filippinerna, Indonesien, Malaysia, Singapore och Thailand går samman och bildar organisationen Sydostasiatiska nationers förbund (ASEAN).[4] Denna ska främja den ekonomiska tillväxten och det fredliga samarbetet mellan medlemmarna och är öppen för alla sydostasiatiska länder, som ställer upp på dessa mål, att också diskutera konflikter mellan sig på ett fredligt vis. Sedermera tillkommer även Brunei, Kambodja, Laos, Burma och Vietnam som medlemmar.
- 1974 – Den amerikanske presidenten Richard Nixon håller ett tv-sänt tal till den amerikanska nationen, där han meddelar att han dagen därpå tänker att avgå som USA:s president, på grund av Watergateaffären. Nixon har länge förnekat sin inblandning i denna politiska affär, där personer ur hans stab har tagits på bar gärning, när de har gjort inbrott på det konkurrerande Demokratpartiets högkvarter på hotell Watergate. Nu faller Nixon till föga och aviserar alltså sin avgång till dagen därpå.
- 1986 – Den första Hultsfredsfestivalen startar.
- 1990 – Sex dagar efter den irakiska invasionen av shejkdömet Kuwait den 2 augusti utropar Iraks president Saddam Hussein shejkdömet till Iraks nittonde provins och sätter in sin kusin Ali Hassan al-Majid som dess guvernör. Under resten av året förblir kriget lugnt, innan den västliga alliansen mot Irak inleder befrielsen av Kuwait i januari 1991.
- 1993 – Under den pågående vattenfestivalen i Stockholm hålls en flyguppvisning av militärflygplanet JAS 39 Gripen, fluget av Lars Rådeström. Planet havererar dock och störtar på Långholmen, till följd av så kallad ”pilot induced oscillation”, då piloten gör en manöver, som hamnar i konflikt med planets styrsystem. En person brännskadas, men i övrigt skadas eller omkommer inga personer.
- 2008
  - Georgien inleder kriget i Sydossetien genom att natten till denna dag inleda en operation i provinsen Sydossetien, som vill bryta sig ur Georgien. Operationen inleds trots att den georgiske presidenten Micheil Saakasjvili så sent som kvällen före har förespråkat fortsatta förhandlingar mellan Georgien och Sydossetien. Under dagen den 8 augusti meddelar den ryske presidenten Vladimir Putin att ryska fredsbevarande styrkor i området har dödats och att Ryssland inte tänker acceptera att ryska medborgare i Sydossetien dödas. Därför tågar även ryska trupper denna dag in i provinsen.
  - I Stockholm hålls evenemanget 080808, eller Go 08 för att fira staden, vars telefonriktnummer är 08 (och dagens datum kan skrivas som 2008-08-08). Ett vattenkrig mellan norra och södra Stockholm hålls på Gärdet och Stureplan görs till ett dansgolv för 45 000 besökare. Halv elva på kvällen hålls ett stort fyrverkeri vid Slussen. Alla som föds i Stockholm denna dag får gratis inträde till nöjesparken Gröna Lund resten av livet.
  - Det svenska tonårsrockbandet Broder Daniel håller sin sista konsert i hemstaden Göteborg under musikfestivalen Way Out West. Det är en minneskonsert tillägnad gruppens gamle gitarrist Anders Göthberg som har begått självmord den 30 mars samma år. Han har då varit medlem i gruppen sedan 1993, fyra år efter bildandet 1989.
  - Olympiska sommarspelen 2008 invigs i Peking av president Hu Jintao.
- 2010 – Den svenska webbcommunity-sidan Lunarstorm läggs ner. Den har grundats 2000 och har som mest haft 1,2 miljoner medlemmar, men på grund av konkurrens från andra sociala medier, såsom Facebook, tvingas man alltså stänga sidan. Visserligen ersätts den med sidan LS8, men hösten 2011 stängs även denna.
- 2019 – Det meddelas att tidningen Metro läggs ned efter 24 år i bruk.

## Födda
- 1624 – Sten Nilsson Bielke, svensk amiral och riksråd, riksskattmästare
- 1694 – Francis Hutcheson, brittisk filosof
- 1720 – Carl Fredrik Pechlin, tysk-svensk militär, politiker och överståthållare, en av konspiratörerna bakom mordet på Gustav III
- 1740 – Abner Nash, amerikansk politiker, guvernör i North Carolina
- 1788 – William Henry Sleeman, brittisk överste och kolonialtjänsteman i Indien
- 1807 – Emilie Flygare-Carlén, svensk författare
- 1857 – Henry Fairfield Osborn, amerikansk paleontolog och geolog
- 1875 – David Knudsen, norsk skådespelare
- 1876 – Pat McCarran, amerikansk demokratisk politiker och jurist, senator för Nevada
- 1879
  - Robert Holbrook Smith, amerikansk läkare, en av grundarna av organisationen Anonyma Alkoholister
  - Emiliano Zapata, mexikansk bonderevolutionär
- 1881 – Ewald von Kleist, tysk generalfältmarskalk
- 1884 – Sara Teasdale, amerikansk poet och kulturpersonlighet
- 1891
  - Henry Kjellson, svensk flygingenjör
  - Karl Jonsson, svensk kamrer, skådespelare, inspicient och ateljékamrer vid Svensk Filmindustri
- 1892 – Wall Doxey, amerikansk demokratisk politiker, senator för Mississippi
- 1900 – Tor Bergström, svensk sångtextförfattare, manusförfattare och kompositör
- 1901 – Ernest Lawrence, amerikansk fysiker, mottagare av Nobelpriset i fysik 1939
- 1902
  - Paul Dirac, brittisk fysiker, mottagare av Nobelpriset i fysik 1933
  - Kyrillos VI, koptisk-ortodox påve och patriark av Alexandria
- 1910 – Sylvia Sidney, amerikansk skådespelare
- 1911 – Else Jarlbak, dansk skådespelare
- 1912 – Ilse-Nore Tromm, svensk skådespelare
- 1916 – Stig Rybrant, svensk pianist, kapellmästare, musikarrangör och kompositör
- 1919 – Dino De Laurentiis, italiensk filmproducent
- 1921 – Esther Williams, amerikansk skådespelare
- 1925 – Alija Izetbegović, bosniakisk politiker, jurist och filosof, Bosnien-Hercegovinas president
- 1930 – Lars Björkman, svensk författare och manusförfattare
- 1931 – Sir Roger Penrose, brittisk matematiker, teoretisk fysiker, populärvetenskaplig författare, mottagare av Nobelpriset i fysik 2020
- 1932 – John Culver, amerikansk demokratisk politiker, senator för Iowa
- 1935 – Donald P. Bellisario, amerikansk TV-producent
- 1937
  - Dustin Hoffman, amerikansk skådespelare
  - Kerstin-Maria Stalín, svensk miljöpartistisk politiker
  - Cornelis Vreeswijk, nederländsk-svensk trubadur
- 1942 – James Blanchard, amerikansk demokratisk politiker och diplomat, guvernör i Michigan
- 1944
  - John Holmes, amerikansk porrskådespelare
  - Per Lysander, svensk filmkonsulent, manusförfattare, teaterchef och rektor
- 1948 – Anders Wejryd, svensk kyrkoman, biskop i Växjö och ärkebiskop i Uppsala
- 1949 – Keith Carradine, amerikansk skådespelare och sångare
- 1951 – Louis van Gaal, nederländsk fotbollsmanager
- 1952 – Jostein Gaarder, norsk författare och manusförfattare
- 1954 – Richard Sseruwagi, svensk skådespelare och sångare
- 1961 – David Howell Evans, irländsk musiker med artistnamnet The Edge, gitarrist i gruppen U2
- 1962 – Levent Ülgen, turkisk-kurdisk skådespelare
- 1967 – Erik Norberg, svensk dramatiker, manusförfattare och kompositör
- 1970 – Björn Rosenström, svensk låtskrivare och trubadur
- 1973 – Scott Stapp, amerikansk musiker, sångare i gruppen Creed
- 1974 – Andy Priaulx, brittisk racerförare
- 1976 – J.C. Chasez, amerikansk sångare i gruppen 'Nsync
- 1978 – Louis Saha, fransk fotbollsspelare
- 1981
  - Roger Federer, schweizisk tennisspelare
  - Bradley McIntosh, brittisk musiker
- 1983 – Ali Rehema, irakisk fotbollsspelare
- 1988 – Glencora McGhie, australisk vattenpolospelare

## Avlidna
- 869 – Lothar II, frankisk storman, hertig av Lothringen
- 1588 – Alonso Sánchez Coello, spansk målare
- 1646 – Johannes Rudbeckius, svensk kyrkoman, biskop i Västerås
- 1822 – William Logan, amerikansk jurist och demokratisk-republikansk politiker, senator för Kentucky
- 1827 – George Canning, brittisk torypolitiker, Storbritanniens premiärminister
- 1828 – Carl Peter Thunberg, svensk botaniker
- 1897 – Antonio Cánovas del Castillo, spansk politiker
- 1902 – James Tissot, fransk målare och illustratör
- 1919 – F.W. Woolworth, amerikansk affärsman
- 1928 – Stjepan Radić, kroatisk politiker
- 1933 – Adolf Loos, österrikisk arkitekt och konstkritiker
- 1940 – Alessandro Bonci, italiensk operasångare
- 1944
  - Albrecht von Hagen, tysk kapten och motståndskämpe
  - Paul von Hase, tysk generallöjtnant och motståndskämpe
  - Erich Hoepner, tysk generalöverste och motståndskämpe
  - Friedrich Klausing, tysk kapten och motståndskämpe
  - Helmuth Stieff, tysk generalmajor och motståndskämpe
  - Robert Bernardis, österrikisk militär och motståndskämpe
  - Peter Yorck von Wartenburg, tysk jurist och motståndskämpe
- 1945 – Joseph Pujol, fransk underhållningsartist med artistnamnet Le Pétomane
- 1950 – Nikolaj Mjaskovskij, rysk kompositör
- 1959 – Harry Roeck-Hansen, svensk skådespelare och teaterdirektör
- 1965 – Shirley Jackson, amerikansk författare
- 1973 – Vilhelm Moberg, svensk författare
- 1973 – Gösta Frändfors, svensk brottare, bragdmedaljör
- 1975
  - Cannonball Adderley, amerikansk altjazzsaxofonist
  - Sune Almkvist, svensk bandyspelare
- 1977 – Edgar Adrian, brittisk fysiolog, mottagare av Nobelpriset i fysiologi eller medicin 1932
- 1985 – Louise Brooks, amerikansk skådespelare
- 1986 – Margit Andelius, svensk skådespelare
- 1992 – Thomas J. McIntyre, amerikansk demokratisk politiker, senator för New Hampshire
- 1996 – Nevill F. Mott, brittisk fysiker, mottagare av Nobelpriset i fysik 1977
- 2002 – Charles Poletti, amerikansk demokratisk politiker, guvernör i New York 1942
- 2004 – Fay Wray, kanadensisk-amerikansk skådespelare
- 2005 – Barbara Bel Geddes, amerikansk skådespelare
- 2007 – Richard Dahl, svensk höjdhoppare, EM-guld 1958, bragdmedaljör
- 2008 – Orville Moody, amerikansk golfspelare
- 2009 – Daniel Jarque, spansk fotbollsspelare
- 2010 – Sally Palmblad, svensk skådespelare
- 2011
  - Ray Anderson, amerikansk entreprenör
  - Kurt Johansson, svensk sportskytt, bragdmedaljör
- 2012 – Kurt Maetzig, tysk filmregissör
- 2013 – Karen Black, amerikansk skådespelare
- 2022 – Olivia Newton-John, amerikansk sångerska och skådespelerska
- 2023 – Sixto Rodriguez, amerikansk folkmusiker[5]
- 2024 – Steve Symms, amerikansk republikansk politiker, senator för Idaho 1981–1993